# Carlos Marinelli
Carlos Ariel Marinelli (Villa de Mayo, 14 marzo 1982) è un ex calciatore argentino, di ruolo centrocampista.

## Biografia
Ha tatuato sul braccio sinistro il volto del suo grande idolo, Diego Armando Maradona.
Suo padre Héctor giocò due partite con il Boca Juniors nel 1965, vincendo un titolo.

## Caratteristiche tecniche
Centrocampista, può giocare come ala o come trequartista a supporto delle punte.

## Carriera

### Middlesbrough
Cresciuto nelle giovanili del Boca Juniors, nell'estate del 1999 viene acquistato dal Middlesbrough per 1,5 milioni di sterline, accompagnato dal soprannome di nuovo Maradona.
Il coach Bobby Robson lo fa debuttare, non ancora diciottenne, il 26 dicembre 1999 in Sheffield Wednesday-Middlesbrough (1-0).
Nel 2000-01, nel match Middlesbrough-Bradford (2-2), rimedia un'espulsione che lo manda in depressione, e la cosa ne condiziona il rendimento.
La stagione successiva, con Steve McClaren in panchina, sembra iniziare molto meglio: addirittura il 3 novembre 2001 è eletto man of the match nella vittoria (5-1) contro il Derby County, in cui segna anche una rete. Ma non riesce a dare continuità alle sue prestazioni e finisce nuovamente in panchina.
Rimane al Boro anche per la stagione 2002-03 e a gennaio viene ceduto in prestito in Italia, al Torino.

### La prima esperienza al Torino
Debutta con i granata il 9 febbraio 2003 in Lazio-Torino (1-1), sostituendo al 54' Vincenzo Sommese e sfiorando il gol. Pur dimostrando buone capacità tecniche e grande grinta, grazie alla quale entra nel cuore dei tifosi, non riuscirà a evitare la retrocessione in Serie B.
La società piemontese decide di puntare su di lui anche nella serie cadetta, ma quando l'accordo sembrava fatto è lui a farlo cadere alzando le richieste economiche.
Ritorna in Inghilterra a fine stagione ma ormai la fiducia nei suoi confronti è nulla, è così a novembre 2003 rescinde il suo contratto.

### Le esperienze argentine
A gennaio 2004 torna in patria, nella squadra che lo ha lanciato.
Debutta il 29 febbraio in Boca-Vélez (3-3), giocando altre due volte ma il rapporto con l'allenatore Carlos Bianchi peggiora sempre più fino a che il 1º maggio viene depennato dalla lista per la Coppa Libertadores.
A fine stagione Bianchi lascia la guida tecnica del club, sostituito da Miguel Brindisi, ma nemmeno il nuovo tecnico sembra considerarlo molto e quindi il 20 agosto passa al Racing Avellaneda.
Il destino lo fa esordire con il nuovo club in Boca-Racing (2-1) subentrando nella ripresa. Dopo quella con il Boca, arrivano anche le sconfitte contro River Plate e Gimnasia La Plata, che portano il 19 ottobre alle dimissioni del tecnico Ubaldo Fillol. Al suo posto arriva Guillermo Rivarola che gli dà fiducia. A dicembre, mentre la squadra si prepara per il Clausura 2005 viene escluso a sorpresa dalla lista dei convocati. Subito dopo si viene a sapere che ha deciso di ritornare al Torino, riducendosi l'ingaggio e versando 30000 euro al Racing per liberarsi.

### La seconda parentesi granata e l'esperienza portoghese
Esordisce in Serie B il 23 gennaio 2005 in Verona-Torino (2-0) subentrando al 63' a José Franco e facendosi espellere all'85'. Segna invece il suo primo (e unico gol) il 26 marzo su calcio di rigore al 18' in Torino-Pescara (3-1). La stagione finirà ai play-off, vinti contro il Perugia che valgono la promozione. Ma l'estate porta il fallimento del club e la ripartenza con una nuova società dalla B. Marinelli è tra i primi a rendersi disponibile per giocare nel nuovo Torino, viene depositato il suo contratto ma il 9 settembre il suo tesseramento viene rifiutato perché il suo procuratore, ai primi di agosto, l'aveva fatto tesserare da una società dilettantistica argentina, e quindi deve aspettare gennaio 2006 per essere libero da vincoli. Ma la chiamata non arriverà più e quindi accetta l'offerta dei portoghesi del Braga.
In Primeira Liga gioca solo 4 gare prima di infortunarsi a fine febbraio..

### Kansas City
I troppi infortuni gli impediscono di trovare un ingaggio e così sta fermo un anno, fino a che, nell'aprile 2007, è ingaggiato dai Kansas City Wizards.
In Major League Soccer disputa due stagioni, con 42 presenze e un gol.

### Gli infortuni colombiani e il ritorno in Argentina
Alla fine del 2008 firma un contratto annuale con la squadra colombiana dei Millonarios. La squadra va però male in campionato e Marinelli, complici anche le 3 espulsioni in 10 match, viene tagliato ad aprile.
Nel luglio 2009 si allena per quindici giorni con l'Argentinos Juniors, il provino sembra avere buon esito, ma alla fine non viene tesserato.
Nel dicembre del 2009 è passato in forza alla squadra argentina dell'Aldosivi, con la quale ha rescisso al termine della stagione 2009-10.

### Győr
A settembre 2010, dopo aver svolto un test, è stato ingaggiato dalla formazione ungherese del Győr.

### Universidad San Martín
Il 20 gennaio 2011 viene ingaggiato dall'Universidad San Martín, club della Primera División peruviana.
Nel gennaio 2015, si ritira dal calcio giocato.

## Statistiche
Statistiche aggiornate al 28 novembre 2010.
| Stagione                      | Squadra                       | Campionato                    | Campionato | Campionato | Coppe nazionali | Coppe nazionali | Coppe nazionali | Coppe continentali | Coppe continentali | Coppe continentali | Altre coppe | Altre coppe | Altre coppe | Totale | Totale |
| Stagione                      | Squadra                       | Comp                          | Pres       | Reti       | Comp            | Pres            | Reti            | Comp               | Pres               | Reti               | Comp        | Pres        | Reti        | Pres   | Reti   |
| ----------------------------- | ----------------------------- | ----------------------------- | ---------- | ---------- | --------------- | --------------- | --------------- | ------------------ | ------------------ | ------------------ | ----------- | ----------- | ----------- | ------ | ------ |
| 1999-2000                     | Middlesbrough                 | PL                            | 2          | -          |                 |                 |                 |                    |                    |                    |             | -           |             | 2      | -      |
| 2000-2001                     | Middlesbrough                 | PL                            | 13         | -          | FACup+Cdl       | -+1             | -               |                    |                    |                    |             |             |             | 14     | -      |
| 2001-2002                     | Middlesbrough                 | PL                            | 20         | 2          | FACup+Cdl       | 5+2             | -               |                    |                    |                    |             |             |             | 27     | 2      |
| 2002-2003                     | Middlesbrough                 | PL                            | 7          | -          | FACup+Cdl       | -+2             | -+1             |                    |                    |                    |             |             |             | 9      | 1      |
| gen.-giu 2003                 | Torino                        | A                             | 7          | -          | CI              | -               | -               |                    |                    |                    |             |             |             | 7      | -      |
| 2003-2004                     | Middlesbrough                 | PL                            | 1          | 1          | FACup+Cdl       | -               | -               |                    |                    |                    |             |             |             | 1      | 1      |
| Totale Middlesbrough          | Totale Middlesbrough          | Totale Middlesbrough          | 43         | 3          |                 | 10              | 1               |                    |                    |                    |             |             |             | 53     | 4      |
| gen.-ago. 2004                | Boca Juniors                  | PD                            | 3          | 1          |                 |                 |                 |                    |                    |                    |             |             |             | 3      | 1      |
| 2004-2005                     | Racing Avellaneda             | PD                            | 11         | -          |                 |                 |                 |                    |                    |                    |             |             |             | 11     | -      |
| gen.-giu 2005                 | Torino                        | B                             | 16         | 1          | CI              | -               | -               |                    |                    |                    |             |             |             | 16     | 1      |
| Totale Torino                 | Totale Torino                 | Totale Torino                 | 23         | 1          |                 | -               | -               |                    |                    |                    |             |             |             | 23     | 1      |
| gen.-giu. 2006                | Braga                         | PL                            | 4          | -          | CP              | -               | -               | CU                 | -                  | -                  |             |             |             | 4      | -      |
| 2007                          | Kansas City Wizards           | MLS                           | 26+1       | 1          | USOC            | 1               | -               |                    |                    |                    |             |             |             | 27+1   | 1      |
| 2008                          | Kansas City Wizards           | MLS                           | 15         | -          | USOC            | 1               | -               |                    |                    |                    |             |             |             | 16     | -      |
| Totale Kansas City Wizards    | Totale Kansas City Wizards    | Totale Kansas City Wizards    | 41+1       | 1          |                 | 2               | -               |                    |                    |                    |             |             |             | 43+1   | 1      |
| 2009                          | Millonarios                   | A                             | 10         | -          |                 |                 |                 |                    |                    |                    |             |             |             | 10     | -      |
| dic. 2009-2010                | Aldosivi                      | BN                            | 13         | 2          |                 |                 |                 |                    |                    |                    |             |             |             | 13     | 2      |
| 2010-2011                     | Győr                          | NB1                           | 2          | 0          | CU              | 2               | 0               | UEL                | -                  | -                  |             |             |             | 4      | 0      |
| 2011                          | Universidad San Martín        | PD                            | ?          | ?          | -               | -               | -               | CL                 | ?                  | ?                  |             |             |             | ?      | ?      |
| 2012                          | Universidad San Martín        | PD                            | ?          | ?          | -               | -               | -               | CS                 | ?                  | ?                  |             |             |             | ?      | ?      |
| 2013                          | Universidad San Martín        | PD                            | ?          | ?          | -               | -               | -               | -                  | -                  | -                  |             |             |             | ?      | ?      |
| Totale Universidad San Martín | Totale Universidad San Martín | Totale Universidad San Martín | 95         | 8          |                 |                 |                 |                    | ?                  | ?                  |             |             |             | ?      | ?      |
| Totale carriera               | Totale carriera               | Totale carriera               | 245+1      | 16         |                 | 14              | 1               |                    | -                  | -                  |             |             |             | 259+1  | 15     |